# Aïn El Hadjel
Ain El Hadjel là một đô thị thuộc tỉnh Msila, Algérie. Dân số thời điểm năm 2002 là 27.661 người.